# Sylvie Courvoisier
Sylvie Courvoisier (Lausanne, 30 november 1968) is een Zwitserse jazzpianiste en componiste.

## Biografie
Courvoisier groeide op in Lausanne en begon op 6-jarige leeftijd, geïnstrueerd door haar vader, een amateurjazzpianist, met het pianospel. Tot 1994 studeerde ze muziek aan het conservatorium van Montreux (jazz) en Lausanne (klassiek). Ze werkte eerst met haar kwintet, maar ook met Enrico Rava, Thomas Chapin, Joachim Kühn, Marc Ducret, Dominique Pifarély en Lucas Niggli. In 1998 verhuisde ze naar Brooklyn, waar ze sindsdien woont.
Courvoisier leidt tegenwoordig haar kwintet Lonelyville en het trio Abaton. Ze treedt regelmatig in duo op met haar echtgenoot, de violist Mark Feldman. Ze is lid van Mephista, een improvisatietrio met Ikue Mori en Susie Ibarra, in het kwintet van Herb Robertson met Tim Berne, Tom Rainey en Mark Dresser en in het Trio Essence met Gebhard Ullmann en Carlos Bica. Verder speelt ze in trio met Ellery Eskelin en Vincent Courtois en in John Zorns band Cobra. Verder heeft ze gewerkt met Joey Baron, Tony Oxley, Yusef Lateef, Dave Douglas, Joëlle Léandre, Butch Morris, Lotte Anker, Fred Frith, Okkyung Lee, Mark Nauseef en Jacques Demierre.
Ze heeft muziek geschreven voor concerten, radio, ballet en theater. Tot haar composities behoren Concerto for electric guitar and chamber orchestra, Balbutiements voor zangkwartet en sopraan en Ocre de Barbarie, een muzikale performance voor metronoom, automaten, draaiorgel, piano, tuba, saxofoon, viool en slagwerk. Ze heeft compositieopdrachten gekregen van het Vidy Theater (Lausanne), Pro Helvetia en de Donaueschinger Musiktagen.

## Onderscheidingen
Courvoisier werd in 1996 onderscheiden met de Zwitserse Prix des jeunes créateurs. Ze kreeg in 2000 de Prix de la Création van de Zonta Club. Haar duoalbum (met Mark Feldman) Live at Théâtre Vidy-Lausanne werd in 2013 in de kwartjaarlijkse bestenlijst opgenomen van de Preises der deutschen Schallplattenkritik.

## Discografie
- 2000: Y2K – Sylvie Courvoisier Ocre (Enja Records, met Michel Godard en Pierre Charial)
- 2004: Abaton (ECM Records, met Feldman, Erik Friedlander)
- 2004: Entomological Reflections (Tzadik Records, met Mori, Ibarra)
- 2007: Signs and Epigrams (Tzadik Records, solo)
- 2007: Lonelyville (Intakt Records, met Mori, Feldman, Courtois, Gerald Cleaver)
- 2010: To Fly to Steal (Intakt Records) met Mark Feldman
- 2011: Hôtel Du Nord (Intakt Records) met Thomas Morgan
- 2012: Treasure Hunt (TiConZero), met Ikue Mori, Simon Balestrazzi, Maja Ratkje en Alessandro Olla
- 2014: Double Windsor (Tzadik Records)
- 2017: Sylvie Courvoisier & Mary Halvorson: Crop Circles (Relative Pitch)
- 2018: D'Agala (Intakt Records)
- 2019: Alfred Vogel / Sylvie Courvoisier: Pulse (Boomslang)

- Bibsys: 5035003
- Bibliothèque nationale de France: cb14071570z (data)
- Gemeinsame Normdatei: 135046629
- International Standard Name Identifier: 0000 0001 1041 693X
- Library of Congress Control Number: n2002066622
- MusicBrainz: 00255974-5677-4ae3-9947-3bd141629a93
- Nationale Bibliotheek van Tsjechië: xx0167341
- Nationale Bibliotheek van Polen: a0000002405051
- Réseau des bibliothèques de Suisse occidentale: 02-A003140571
- Système universitaire de documentation: 156087618
- Virtual International Authority File: 17428120
- WorldCat: E39PBJjT66MFFw6WM6vcT3pByd